# Chhin Suos
Chhin Suos (ur. ?) – kambodżański lekkoatleta, długodystansowiec.
Brązowy medalista igrzysk GANEFO w biegu na 10 000 metrów (1966).

## Rekordy życiowe
- Bieg na 10 000 metrów – 33:40,2 (1966) rekord Kambodży[2][3]